# За что стоит умереть
«За что стоит умереть» (англ. To Die for) — фильм Гаса Ван Сента по сценарию Бака Генри на основе одноимённого романа Джойс Мейнард. Николь Кидман получила в 1995 году «Золотой глобус» за роль Сьюзен в этом фильме. На российских телеканалах фильм демонстрировался под названиями: «Умереть во имя», «Умереть за».

## Сюжет
Молодая красивая девушка из провинциального американского городка Литтл-Хоуп (Маленькая надежда) Сьюзен Стоун получила хорошее образование на факультете тележурналистики колледжа и просто бредит желанием работать на ТВ. Все кругом её только поддерживают. В Сьюзен, с виду милую и невинную, влюбляется Лэрри Маретто. Его семья довольно состоятельна, имеет итальянские корни и, кажется, связана с мафией. Лэрри имеет среднее образование и работает барменом в ресторане его отца.
Пара женится. На те деньги, что он копил на колледж, Лэрри покупает уютный домик для себя и Сьюзен. Он очень хочет детей, но девушка мечтает только о телевидении и готова сделать все, чтобы получить работу на телеканале. Мужа она, скорее, совсем не любит, но он поддерживает все её стремления.
Девушка устраивается на работу на местный телеканал — очень маленький, её обязанность — всего-то разбирать почту. В офисе её прозвали «девушка-танк» — так как свежие идеи «по улучшению работы канала» из неё так и сыпались. В итоге Сьюзен настолько достала директора своими предложениями, что тот все же поставил её в кадр — вести прогноз погоды (любопытно, что в программе она представляется своей девичьей фамилией — Стоун). На этом запас идей молодой звезды не кончился — она начинает снимать документальный фильм из жизни молодёжи — «Разговор с подростками». Для этого героиня приходит в школу, к старшеклассникам и предлагает им поучаствовать в съёмках. Согласие дают трое подростков из неблагополучных семей. Один из них — Джеймс (Джимми) — влюбляется в Сьюзен.
Тем временем Лэрри всерьез задумывается о будущем семьи (на это его наталкивает сестра, которая считает что свой фильм Сьюзен отправит в Лос-Анджелес — по её мнению, Сьюзен надо поскорее «обременить» ребёнком, чтобы она спокойно сидела дома). Муж предлагает героине работать с ним — он всерьез возьмется за руководство рестораном, который ему передаст отец, при ресторане планируется открыть театр — где могла бы всем заправлять Сьюзен. Конечно, девушку, желающую прославиться, такой вариант не устраивает — она обещает мужу подумать.
Однажды, когда Лэрри уезжает на выходные с отцом по работе, Сьюзен приглашает к себе подростков, о которых снимает фильм. Там она впервые вступает в близкие отношения с Джеймсом. С этих пор они регулярно встречаются.
Спустя какое-то время муж начинает настаивать на том, чтобы Сьюзен приняла решение по поводу работы в ресторане. Девушка решает просто избавиться от мужа и уговаривает своего любовника убить его. Джеймс соглашается. В скором времени его арестовывает полиция и он признается, что спал со Сьюзен. Девушка все отрицает — мол, подростки подсадили её мужа на наркотики, а когда он попытался завязать и пригрозил ребятам полицией, те его убили. Сьюзен оправдывают. Однако родители Лэрри (и особенно его сестра, которая героине никогда не верила) уверены — их сына убили по заказу Сьюзен.
После истории с судом Сьюзен думает, что её карьера пойдёт в гору — ждет интервью с репортерами, приглашений в Голливуд. Это её и губит — один из мафиози (знакомый родителей Лэрри), представившись агентом из киностудии, приглашает её на встречу и убивает.
В итоге звёздами становятся только подростки, с которыми общалась Сьюзен, — девушка-школьница Лидия, Джеймс, которого посадили пожизненно — но не она сама.
Фильм снят в стилистике документальной программы, как хорошо скомпонованная серия интервью. В одних эпизодах даёт интервью сестра Лэрри (действие происходит на льду, она фигуристка). В других — сама Сьюзен (она снимает сама себя на демонстрационную кассету для отправки на телестудии), Лидия, заключённый Джеймс (вспоминает, как все было). Отдельные эпизоды — с участием родителей Сьюзен и Лэрри, которые вспоминают все историю, участвуя в ток-шоу. Все это перемежается картинками, где показано — как все происходило на самом деле.

## В ролях
- Николь Кидман — Сьюзен
- Мэтт Диллон — Ларри Маррето
- Хоакин Феникс — Джимми Эмметт
- Кейси Аффлек — Рассел Хайнс
- Иллеана Дуглас — Дженис Маретто
- Элисон Фоллэнд — Лидия Мертц
- Дэн Хедайя — Джо Маретто
- Уэйн Найт — Эд Грант
- Мария Туччи — Анжела Маретто
- Кертвуд Смит — Эрл Стоун
- Холланд Тейлор — Кэрол Стоун
- Сьюзен Трейлор — Фэй Стоун
- Тим Хоппер — Майк Уорден
- Майкл Рисполи — Бен Делуки
- Бак Генри — мистер Х. Финлайссон
- Джерри Куигли — Джордж
- Джойс Мейнард — юрист
- Крис Филлипс — футболист
- Джордж Сигал — спикер на конференции
- Рэйн Феникс — игрок на бубне
- Эмбер-Ли Кэмпбелл — Сюзанна в 6 лет
- Дэвид Кроненберг — человек на озере (камео)

## Награды и номинации
- 1996 — премия «Золотой глобус» за лучшую женскую роль в комедии или мюзикле (Николь Кидман)
- 1996 — две номинации на премию «Сатурн»: лучшая актриса (Николь Кидман), лучшая актриса второго плана (Иллеана Даглас)
- 1996 — номинация на премию BAFTA за лучшую женскую роль (Николь Кидман)
- 1996 — номинация на премию Эдгара Аллана По за лучший художественный фильм (Бак Генри)